# Chattr
chattr (abbreviazione dalla lingua inglese di Change attributes, Cambia attributi) è un comando dei sistemi operativi Unix e Unix-like che consente di modificare gli attributi dei file memorizzati su un filesystem di tipo ext2/ext3.

## Sintassi
```
 chattr [ -RVf ] [ -v version ] [ modalità ] files
```

Le opzioni sono:
- -R che effettua una ricerca ricorsiva
- -V verboso
- -f sopprime i comuni messaggi di errore

Le modalità possono essere impostate con il simbolo + per aggiungere un attributo o - per rimuoverlo
Il comando associato a chattr è lsattr che consente di elencare gli attributi impostati sui files.

## Attributi
Gli attributi estesi, che non vanno confusi con quelli impostabili con il comando chmod, riguardano particolarità specifiche dei filesystem ext2/3.
In taluni casi questi attributi potrebbero essere impostati dolosamente da cracker o da rootkit per rendere più complessa l'eliminazione di un file di sistema compromesso o, viceversa, usato dai sistemisti per irrobustire un sistema (ad esempio settando il flag a sui file di log, rendendoli non cancellabili).
- A non aggiornare l'atime
- S aggiornamento sincrono
- D aggiornamento sincrono delle directory
- a solo append
- c compresso
- d non effettuare dump
- i immutabile
- s cancellazione sicura
- T top of directory hierarchy
- j data journaling
- t no tail-merging
- u non cancellabile

## Esempi di utilizzo
Generazione di un file di test:
```
# touch pippo.txt
```

Visualizzazione degli attributi:
```
# lsattr pippo.txt
-----------------e- pippo.txt
```

Impostazione degli attributi di immutabilità con il comando chattr e nuova visualizzazione:
```
# chattr +i pippo.txt
# lsattr pippo.txt
----i------------e- pippo.txt
```

Tentativo di rimozione del file con permessi di immutabilità:
```
# rm pippo.txt 
rm: impossibile rimuovere "pippo.txt": Operazione non permessa
```

Con i permessi di immutabilità è impossibile anche scrivere sul file:
```
# echo "ciao" >> pippo.txt
bash: pippo.txt: Permesso negato
```

nonostante i permessi del file lo consentano:
```
# whoami
root
# ls -l pippo.txt
-rw-r--r-- 1 root root 0 2011-08-23 22:53 pippo.txt
```

## Nota
Alcuni attributi con il tempo non sono stati mantenuti, come il caso dell'attributo read only (r).